# Bona (motorfiets)
Bona is een Belgisch historisch merk van fietsen en bromfietsen.
J. Bonaventure-Bouttens, in Veurne maakte de fietsmerken Edith en Elgo.
In de jaren vijftig werden hierin VAP-motoren clip-on motoren in gebouwd.